# Јијелахтме
Јијелахтме (ест. Jõelähtme jõgi) мања је река у Естонији која протиче северним делом земље, преко територије округа Харјума. Лева је и најважнија притока реке Јагале у коју се улива недалеко од њеног ушћа, свега стотињак метара низводно од великог водопада на Јагали. Припада сливу Финског залива Балтичког мора.
Укупна дужина водотока је око 46 km, док је површина басена 308,7 km².